# Печная (приток Мегреги)
Печная — река в России, протекает по Олонецкому району Карелии. 
Река берёт начало из ламбины без названия в 3,5 км к северо-востоку от урочища Печная Сельга.
Устье реки находится в 47 км по правому берегу реки Мегреги. Длина реки составляет 14 км.

## Данные водного реестра
По данным государственного водного реестра России относится к Балтийскому бассейновому округу, водохозяйственный участок реки — Водные объекты бассейна оз. Ладожское без рр. Волхов, Свирь и Сясь, речной подбассейн реки — Нева и реки бассейна Ладожского озера (без подбассейна Свирь и Волхов, российская часть бассейнов). Относится к речному бассейну реки Нева (включая бассейны рек Онежского и Ладожского озера).
Код объекта в государственном водном реестре — 01040300212102000011815.